# (1538) Detre
(1538) Detre es un asteroide perteneciente al cinturón de asteroides descubierto el 8 de septiembre de 1940 por György Kulin desde el observatorio Konkoly de Budapest, Hungría.

## Designación y nombre
Detre fue designado inicialmente como 1940 RF.
Más adelante se nombró en honor del astrónomo húngaro Laszlo Detre (1906-1974).

## Características orbitales
Detre está situado a una distancia media del Sol de 2,363 ua, pudiendo acercarse hasta 1,847 ua y alejarse hasta 2,879 ua. Su inclinación orbital es 9,442° y la excentricidad 0,2182. Emplea 1327 días en completar una órbita alrededor del Sol.